# Showtime Networks
Showtime Networks Inc. (SNI) — американська розважальна компанія, яка здійснює нагляд за преміальними каналами кабельного телебачення, включаючи її флагманський сервіс Showtime. Є дочірньою компанією медіаконгломерату ViacomCBS.
Компанія була заснована в 1983 році як Showtime / The Movie Channel, Inc. після того, як Viacom і Warner-Amex Satellite Entertainment (зараз ViacomCBS Domestic Media Networks) об'єднали свої преміумканали, Showtime і The Movie Channel відповідно, в один підрозділ. У 1984 році American Express продала свою частку Warner-Amex компанії Warner Communications (тепер WarnerMedia), зробивши Warner новим напіввласником Showtime / TMC.
У 1988 році компанію було перейменовано в Showtime Networks Inc.
SNI, разом з CBS, CW (раніше UPN), Viacom Outdoor, Spelling Television, CBS Television Studios (раніше CBS Productions, Paramount Television та CBS Paramount Television), CBS Television Distribution (раніше першорядним телебаченням CBS Paramount вітчизняного телебачення та Kingworld (коли він був проданий Rainbow Media (тепер AMC Networks), але врешті-решт він переробив Viacom перетворитись на нові ViacomCB на початку грудня 2019 року, а пізніше перейменована в Paramount у 2022 році.

## Кабельні мережі, які зараз належать SNI
- Showtime (1983) +
  - SHO2 (раніше SHOTOO) (1994)
  - Showcase (раніше Showtime 3) (1996) *
  - Showtime Extreme (1998)
  - Showtime Beyond (1998)
  - Showtime Next (2001)
  - Сімейна зона Showtime (2001)
  - Showtime Women (2001)
- The Movie Channel (1983) +
  - Телеканал Xtra (1999)
- Flix (1992)

+ Канал, створений Warner-Amex Satellite Entertainment до 1983 року. * Канал буде ребрендований на SHO*BET влітку 2020 року, показуючи афро-американський контент від Showtime та BET.